# Kvalserien till Elitserien i ishockey 1999
Kvalserien till Elitserien i ishockey 1999 spelades 24 mars-17 april 1999 för att avgöra vilka lag som skulle få spela i Elitserien 1999/2000. Kvalserien bestod av sex lag och spelades i tio omgångar. Linköpings HC och Västerås IK tog platserna till Elitserien. Det innebar uppflyttning för Linköping medan Umeålaget Björklöven förlorade sin plats och fick spela i den nybildade Allsvenskan den följande säsongen

## Slutställning
| Nr | Lag              | S  | V | O | F | GM | IM | MS  | P  |
| -- | ---------------- | -- | - | - | - | -- | -- | --- | -- |
| 1  | Linköpings HC    | 10 | 7 | 2 | 1 | 39 | 18 | +21 | 16 |
| 2  | Västerås IK      | 10 | 6 | 2 | 2 | 36 | 23 | +13 | 14 |
| 3  | Mora IK          | 10 | 4 | 3 | 3 | 33 | 26 | +7  | 11 |
| 4  | Södertälje SK    | 10 | 3 | 3 | 4 | 16 | 23 | −7  | 9  |
| 5  | IF Troja-Ljungby | 10 | 2 | 1 | 7 | 20 | 28 | −8  | 5  |
| 6  | IF Björklöven    | 10 | 2 | 1 | 7 | 19 | 45 | −26 | 5  |

## Matcher
| Hemma \ Borta    | BJÖ | LHC | MIK | SSK | TRO | VIK |
| IF Björklöven    | —   | 1–7 | 3–2 | 3–3 | 2–4 | 3–2 |
| Linköpings HC    | 7–3 | —   | 5–2 | 3–1 | 6–2 | 3–4 |
| Mora IK          | 4–0 | 2–4 | —   | 5–1 | 2–0 | 7–4 |
| Södertälje SK    | 2–1 | 1–1 | 2–2 | —   | 2–1 | 1–4 |
| IF Troja-Ljungby | 7–1 | 1–2 | 3–3 | 1–2 | —   | 0–5 |
| Västerås IK      | 7–2 | 1–1 | 4–4 | 2–1 | 3–1 | —   |